# Luizão Maia
Luiz Oliveira da Costa Maia, mais conhecido como Luizão Maia (Rio de Janeiro, 3 de abril de 1949 — Tóquio, 28 de janeiro de 2005) foi um contrabaixista e compositor brasileiro. Era pai do baixista Zé Luís Maia e tio do também baixista Arthur Maia. Consagrou-se na MPB, onde atuou com nomes como Elis Regina, Tom Jobim, Gonzaguinha, Djavan, dentre outros.

## Carreira
Luizão Maia iniciou-se na música aos 13 anos de idade com um violão, instrumento que substituiu depois pelo contrabaixo. Sua carreira profissional iniciou-se em 1964, como contrabaixista do Rio Samba Trio. Nessa época, acompanhava artistas como Tânia Maria e Nelson Cavaquinho e atuava como músico de estúdio, apesar de sua pouca idade.
Assumiu o baixo elétrico como principal instrumento em 1966, quando integrou o grupo Fórmula 7. Em 1968, fez parte do conjunto A Brazuca, com o qual se apresentou em shows e festivais de música.
Bastante requisitado como músico de estúdio, foi convidado para acompanhar Elis Regina, com qual tocou durante 13 anos. Nesse período, participou também de inúmeras gravações de artistas brasileiros, bem como de músicos internacionais do jazz fusion, como Lee Ritenour, George Benson e Toots Thielemans.
Destacou-se, no Brasil e no exterior, como ícone do samba no baixo elétrico, caracterizando-se pela criação de linhas de baixo próximas da percussão, com enorme riqueza rítmica.
A partir de 1974, iniciou uma turnê pelo mundo acompanhando Elis Regina e vários outros artistas brasileiros. Apresentou-se, com a cantora, no Teatro Olympia de Paris, França, em programas de TV na Alemanha, ao lado do compositor francês Michel Legrand, e no Montreux Jazz Festival, Suíça, seguindo para o Japão, onde tocou com Herbie Hancock, Wayne Shorter e Sadao Watanabe.
Integrou o grupo instrumental A Tampa, com Victor Biglione na guitarra, Andre Tandeta como baterista, Zé Luis como saxofonista e João Rebouças tocando o teclado, apresentando-se em casas noturnas entre 1982 e 1983. Após a morte de Elis Regina, Luizão acompanhou o violonista e cantor Toquinho em turnê pela Itália.
Em 1986 e 1987, excursionou com o sanfoneiro Sivuca pela Escandinávia. Nesta época, iniciou sua carreira de compositor, com a canção Xorinho com X, gravada pelos artistas suecos do grupo Guitars Unlimited.
Em 1989, fundou a banda Banzai, integrada por Paulo Braga e outros músicos, realizando apresentações em diversas casas noturnas cariocas. Participou do Free Jazz Festival com a banda, que foi considerada o melhor grupo de música instrumental pela crítica especializada. Sua música Besteira foi gravada em 1990 pela cantora Lisa Ono, a qual ele acompanhou em turnê pelo Japão.
No ano seguinte, foi responsável pela produção musical e pelos arranjos, em bossa nova e samba, do CD da cantora Yuming, grande sucesso de vendas no Japão.
Em 1993, retornou ao Japão, acompanhando a cantora Gal Costa e o músico Sadao Watanabe. Em seguida, foi acometido de um problema de saúde que comprometeu o movimento do lado direito de seu corpo. Vários artistas como Djavan, Gilberto Gil, Gal Costa, Chico Buarque, Marcos Valle, Jair Rodrigues e Paulinho da Viola, entre outros, realizaram shows beneficentes para arrecadar fundos para o tratamento do instrumentista.
Em 1998, participou do show "Tributo a Elis Regina", ao lado de Hélio Delmiro e Nana Caymmi, na Prefeitura de Nova Iorque, tocando o baixo apenas com sua mão esquerda e atraindo elogios da crítica especializada. Ao longo de sua carreira acompanhou, em shows e gravações, vários artistas, como Tom Jobim, Elizeth Cardoso, Cartola, Elis Regina, Clara Nunes, Luiz Gonzaga, Gonzaguinha, Nara Leão, Nélson Cavaquinho, Roberto Ribeiro, João Nogueira, Beth Carvalho, Alcione, Maria Creuza, Antônio Carlos e Jocafi, Emílio Santiago, Simone, Gal Costa, Maria Bethânia, Nana Caymmi, Quarteto em Cy, Luiz Bonfá, João Bosco, Djavan, Gilberto Gil, Caetano Veloso, Marcos Valle, Chico Buarque, Toquinho, Oscar Castro Neves, Rosa Passos, Lee Ritenour, Toots Thielemans, George Benson, Wayne Shorter, Lisa Ono, Raul Seixas e Janis Joplin, entre outros, em um total de mais de mil gravações realizadas.
Faleceu em Tóquio, Japão em 2005 e, no mesmo ano de sua morte, seu sobrinho, o também baixista Arthur Maia, fez um show em sua homenagem no Mistura Fina, Rio de Janeiro, com a participação da cantora Leny Andrade.